# Hlothhere
Hlothhere (auch Hlotharius, Clotharius, Cloðerius, Hloðhere, Hloþere, Hloþhære, Lotharius; † 6. Februar 685) war von 673/674 bis zu seinem Tod König des angelsächsischen Königreiches Kent. Er stammte aus der Dynastie der Oiscingas.

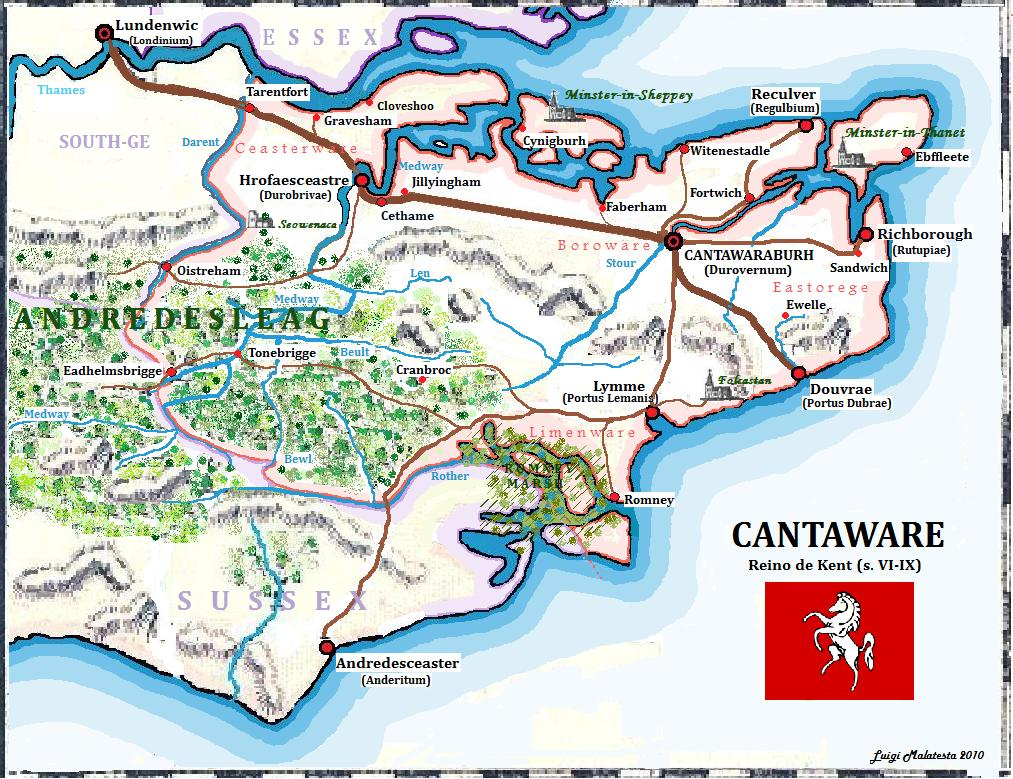
Kent in angelsächsischer Zeit

## Leben

### Familie
Hlothhere war ein Sohn des Königs Earconberht I. und dessen Frau Seaxburg, einer Tochter des Königs Anna von East Anglia. Er hatte zwei Schwestern, Eormenhild und Eorcengota  und den Bruder Ecgberht. Eorcengota wurde Nonne in der Abtei Faremoutiers im Frankenreich und Eormenhild wurde mit Wulfhere (658–675), dem König von Mercia, verheiratet. Nachkommen Hlothheres sind nicht bekannt.

### Herrschaft
Nach dem Tod seines Vaters Earconberht im Jahr 664 folgte zunächst sein Bruder Ecgberht I. als König von Kent nach. Seine Mutter Seaxburg zog sich in ein Kloster zurück. Nach dem Chronisten Beda Venerabilis wurde Hlothhere nach Ecgberhts Tod am 4. Juli 673 dessen Nachfolger als König. Vermutlich kam es jedoch zu einem Interregnum durch Wulfhere von Mercia. Nach einer militärischen Niederlage gegen Northumbria im Jahr 674 schwand Wulfheres Einfluss und im Jahr 675, dem Todesjahr Wulfheres, beurkundete Hlothhere im „ersten Jahr seiner Herrschaft“ Landübertragungen nach „Beratung“ mit Erzbischof Theodor und der Zustimmung „seiner Ersten“ ohne die sonst übliche Zustimmung der Hegemonialmacht Mercia.
676 kam es zum offenen Konflikt mit Mercia, dessen König Æthelred in Kent einfiel und dort für erhebliche Verwüstungen sorgte, Kirchen und Klöster wurden geplündert und der Bischofssitz Rochester zerstört. Auslöser dieses Feldzuges war möglicherweise das erfolgreiche Bestreben Hlothheres die mercische Vorherrschaft abzuschütteln. In den Chartas Hlothheres erscheinen keine Hinweise auf eine Abhängigkeit vom einflussreichen Mercia. Hlothhere scheint seine Einflusssphäre bis nach Lundenwic (London) in Essex ausgedehnt zu haben, wo ein wic-gerefa (etwa „Marktvogt“) Kents in der „königlichen Halle“ amtierte. Einige Historiker halten eine Vorherrschaft Kents um 679/680 im südlichen England für wahrscheinlich.

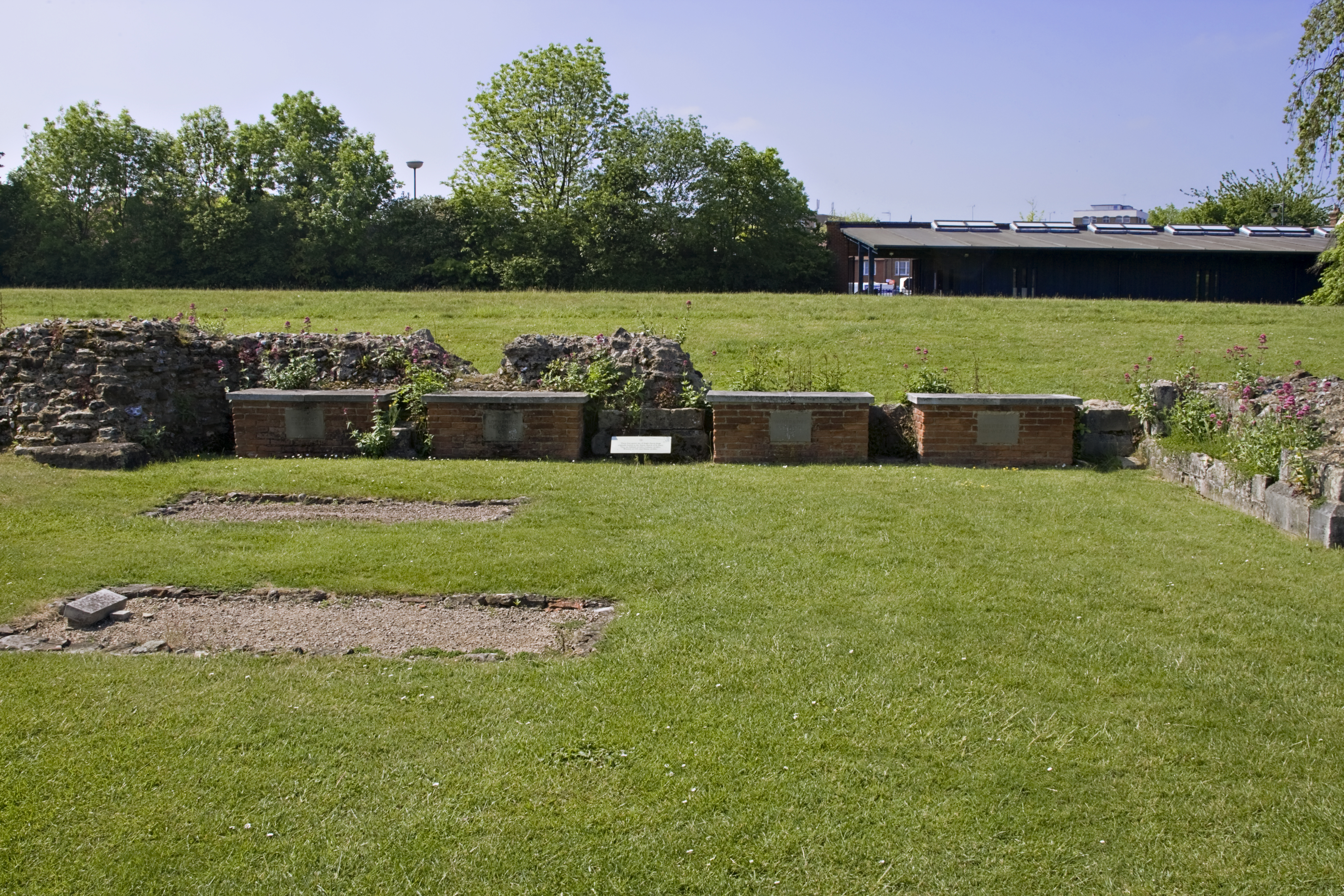
Die Gräber der kentischen Könige Eadbald († 640), Hlothhere († 685), Wihtred († 725) und Mul († 687) in der heutigen Abtei St. Augustinus. (von links nach rechts)

Später bestand vermutlich eine untergeordnete Mitregentschaft seines Neffen Eadric, da sich dessen Name gemeinsam mit dem Hlothheres unter einem Gesetzeskodex findet. Im Jahr 679 schenkte Hlothhere cum consensu archiepiscopi Theodori et Edrico, filium fratris mei („mit Zustimmung des Erzbischofs Theodor und Eadrics, dem Sohn meines Bruders“) an den Abt Beorhtwald und das Kloster Reculver Ländereien bei Westanae (auf der Isle of Thanet) und in Sturry (bei Canterbury). Hierbei handelt es sich um die älteste im Original erhaltene angelsächsische Charta. Eine spätere Charta König Swæfheards aus dem Jahr 689 bestätigte eine offenbar gemeinsame Landschenkung Hlothheres und Eadrics. Im Jahr 680 berief Erzbischof Theodor die Synode von Hatfield ein an der neben Bischöfen und Priestern per universam Britanniam („aus ganz Britannien“) die Könige Hlothhere (Kent), Æthelred (Mercia), Ealdwulf (East Anglia) und Ecgfrith (Northumbria) teilnahmen. Die dort mit den Unterschriften der Könige ausgestellte Urkunde ist jedoch eine Fälschung. Um 684/685 müssen sich Eadric und Hlothhere zerstritten haben, denn Eadric ging nach Sussex, wo er Truppen gegen Hlothhere mobilisierte, den er in einer Schlacht am 6. Februar 685 besiegen konnte. Hlothhere erlag noch auf dem Schlachtfeld seinen Verletzungen. Eadric wurde daraufhin Nachfolger als König. Hlothhere wurde in der Abteikirche „Peter und Paul“ in Canterbury beigesetzt.